# Церетели, Симон Николаевич
Симон Николаевич Церетели (1858 — ?) — российский священник, добровольно сложивший сан, депутат Государственной думы I созыва от Тифлисской губернии.

## Биография

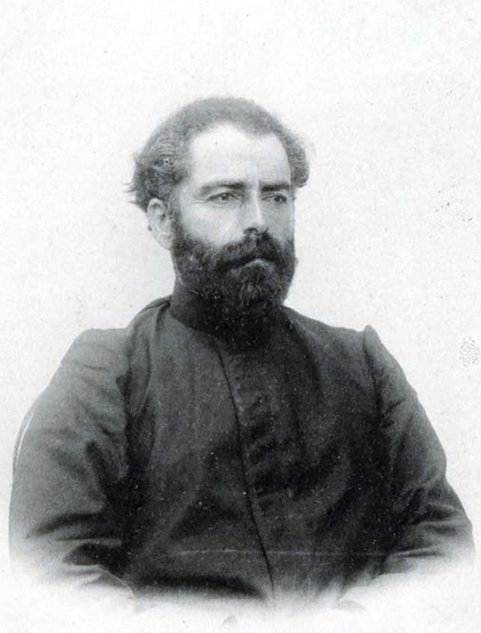
С. Н. Церетели

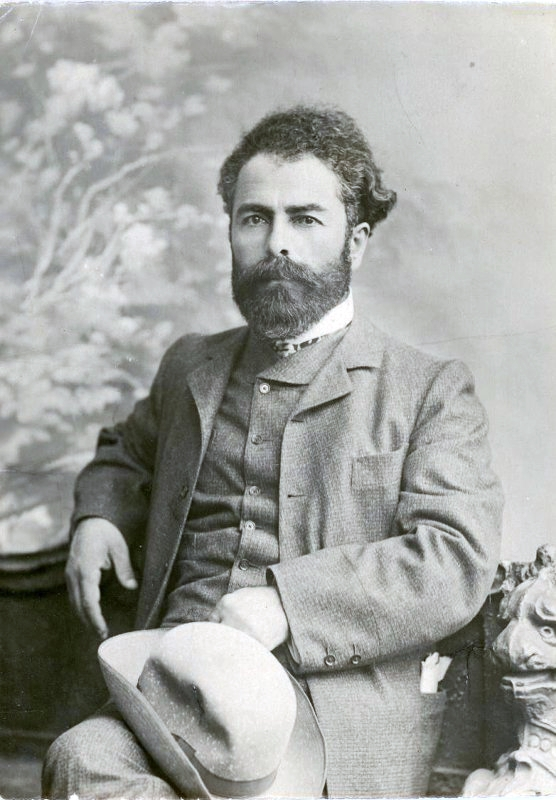
С. Н. Церетели

Грузины, члены государственной Думы Первого созыва от Тифлисской и Кутаисской губерний; Слева — направо, сидят: Иосиф Баратов, Ной Жордания, Серго Джапаридзе, Исидор Рамишвили; стоят: Вано Гомартели, Симон Церетели.

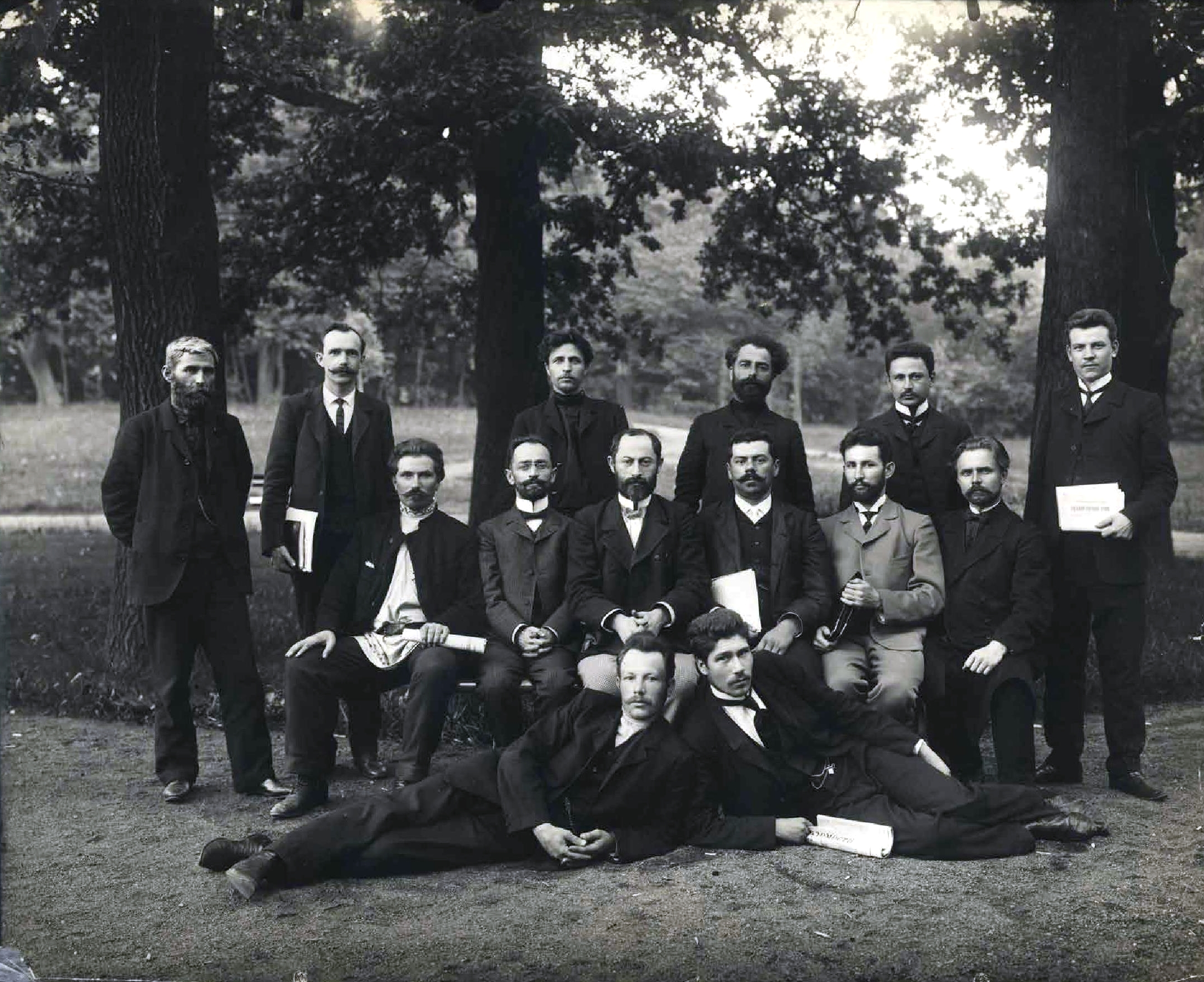
Социал-демократическая фракция I Государственной думы. Стоят: И. И. Рамишвили, И. Ф. Савельев, З. И. Выровой, С. Н. Церетели, И. Г. Гомартели, А. И. Смирнов; сидят: М. И. Михайличенко, С. Д. Джапаридзе, Н. Н. Жордания, В. А. Ильин, П. А. Ершов, И. Е. Шувалов; лежат: В. Н. Чурюков, И. И. Антонов

Окончил Кутаисское духовное училище (1891) и Тифлисскую духовную семинарию. Три года провёл среди рабочих чиатурских марганцевых рудников. В 1895 рукоположён в сан священника и назначен в село Гоми, но через 4 года выведен за штат как «дасист» (от «Месаме-даси» (третья группа) — социал-демократическая организация). В 1905 добровольно сложил сан. Сидел в тюрьме. Член Российской социал-демократической рабочей партии, меньшевик.
27 мая 1906 избран в Государственнуюй думу I созыва от общего состава выборщиков Тифлисского губернского избирательного собрания. Входил в Социал-демократическую фракцию. В думские комиссии не входил.
10 июля 1906 года в г. Выборге подписал «Выборгское воззвание» и осуждён по ст. 129, ч. 1, п. п. 51 и 3 Уголовного Уложения, приговорён к 3 месяцам тюрьмы и лишён права быть избранным.
Арестован в конце июня 1907 года, три месяца провёл в тюрьме в Кутаиси. Выслан по этапу в Вятку, где снова находился в тюрьме до 11 ноября, после чего выслан в Уржумский уезд.
Дальнейшая судьба неизвестна.